# Dariush Grand Hotel
 (перс. هتل بزرگ داریوش) је виско луксузни хотел у источном делу острва Киш у Персијском заливу. Са својих 168 соба представља један од највећих угоститељских објеката у Ирану. Градња хотела са пет звездица трајала је од 1994. до 1999. и коштала је око 125.000.000 долара. 

## Изградња
Изграђен је у стилу Персепоља, симбола славе и величанства Персијске античке цивилизације. Иако је изградња хотела завршена 1999. свечано отварање уследило је шест година касније.